# Onthophagus ephippioderus
Onthophagus ephippioderus là một loài bọ cánh cứng trong họ Bọ hung (Scarabaeidae).